# Rutger Bregman
Rutger Christiaan Bregman (Renesse, Países Bajos, 26 de abril de 1988) es un historiador, periodista y escritor neerlandés, conocido por sus propuestas sobre renta básica universal, la reducción de la jornada laboral y la apertura de fronteras. Es autor de Utopía para realistas, Dignos de ser humanos y Ambición moral; su trabajo ha aparecido en The Guardian y The Washington Post, y ofreció una charla TED en 2017 titulada «Poverty Isn’t a Lack of Character; It’s a Lack of Cash».

## Biografía y carrera
Se licenció en Historia por la Universidad de Utrecht (2009) y obtuvo un máster (2012) completado entre Utrecht y la Universidad de California, Los Ángeles (UCLA). Tras considerar la carrera académica, orientó su actividad hacia el periodismo y el ensayo. Escribe regularmente en De Correspondent y ha publicado artículos en The Guardian y The Washington Post.

## Otras actividades
En enero de 2019, durante el Foro Económico Mundial de Davos, Bregman criticó el énfasis del encuentro en la filantropía y reclamó centrar el debate en los impuestos y la evasión fiscal; su intervención se hizo viral. Un mes después, una entrevista con Tucker Carlson (Fox News) en la que Bregman insistió en la necesidad de combatir los paraísos fiscales no fue emitida y se difundió de forma independiente; el intercambio generó controversia por los insultos del presentador.

## Vida personal
Está casado con la fotógrafa Maartje ter Horst. Desde 2025 reside en Brooklyn y tiene dos hijos. En abril de 2021 se comprometió a donar al menos el 10% de sus ingresos a organizaciones benéficas efectivas. Declaró haberse hecho vegano por influencia de su madre.

## Temas y recepción
En Humankind: A Hopeful History defiende una visión generalmente optimista de la naturaleza humana; el libro recibió elogios y críticas por su enfoque divulgativo y el uso de evidencias interdisciplinarias.

## Obras destacadas
- Utopía para realistas: A favor de la renta básica universal, la semana laboral de 15 horas y un mundo sin fronteras (Utopia for Realists: How We Can Build the Ideal World, 2017).[22]
- Dignos de ser humanos: Una nueva perspectiva histórica de la humanidad (Humankind: A Hopeful History, 2019/2020).[23]
- Ambición moral: Deja de malgastar tu talento y empieza a cambiar el mundo (Moral Ambition: Stop Wasting Your Talent and Start Making a Difference, 2025).[24][25]